# Hvem er hans kone?
Hvem er hans kone? (originaltitel Seine Frau, die Unbekannte) er en tysk stumfilm fra 1923 af Benjamin Christensen.

## Medvirkende
- Willy Fritsch som Wilbur Crawford
- Lil Dagover som Eva
- Edith Edwards som Mabel
- Karl Falkenberg
- Jaro Fürth
- Martin Lübbert som Jack